# Macroglossum mediovitta
Macroglossum mediovitta là một loài bướm đêm thuộc họ Sphingidae, chi Macroglossum.